# دينغ هاي فنغ
دينغ هاي فنغ (بالصينية: 丁海峰) هو لاعب كرة قدم صيني في مركز الوسط، ولد في 17 يوليو 1991 في هاندان في الصين. لعب مع نادي بكين سينوبو غوان ونادي شنجن وهيبي شينا فورشن.

## وصلات خارجية
- دينغ هاي فنغ على موقع قاعدة بيانات كرة القدم.إي يو (الإنجليزية)
- دينغ هاي فنغ على موقع ناشيونال فوتبول تيمز (الإنجليزية)
- دينغ هاي فنغ على موقع Soccerway.com (الإنجليزية)